# Mk 14 Enhanced Battle Rifle

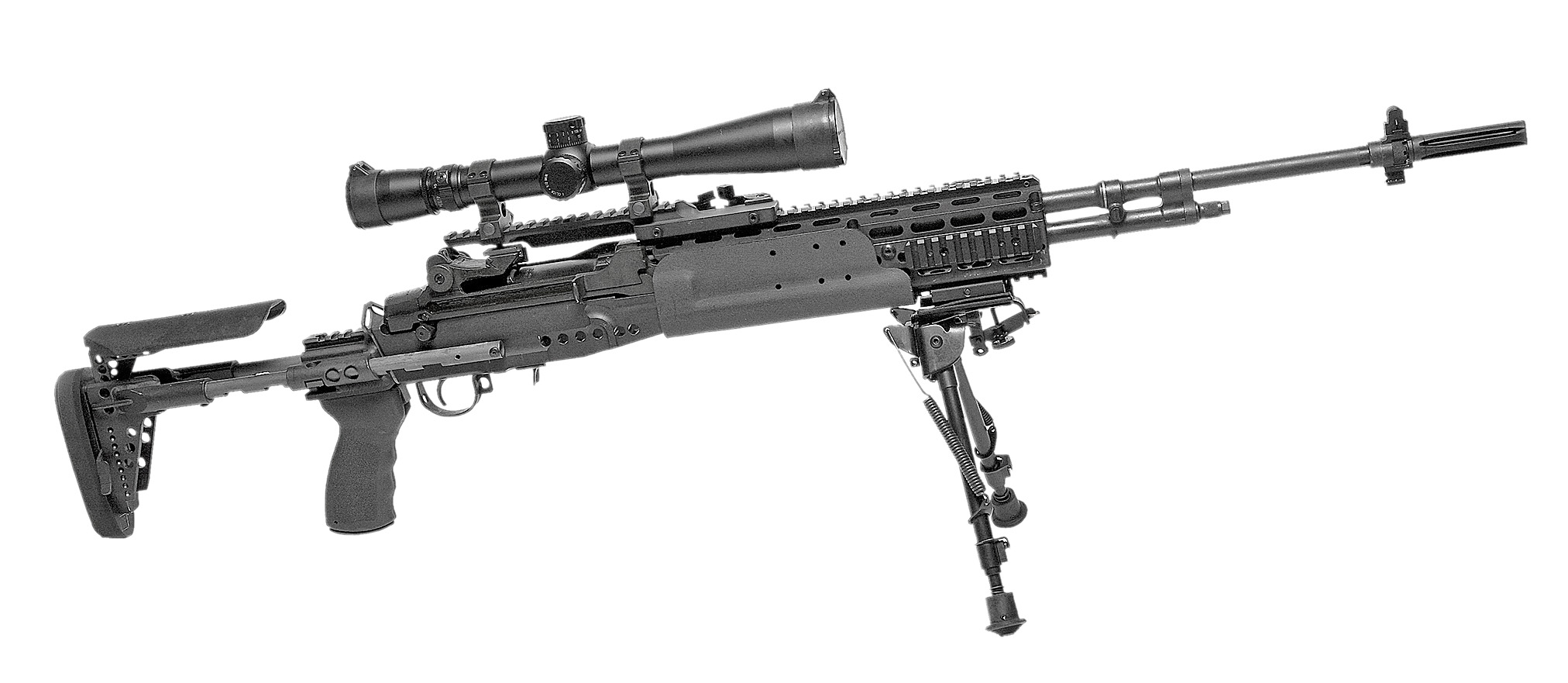
O M14 EBR, de fabricação americana.

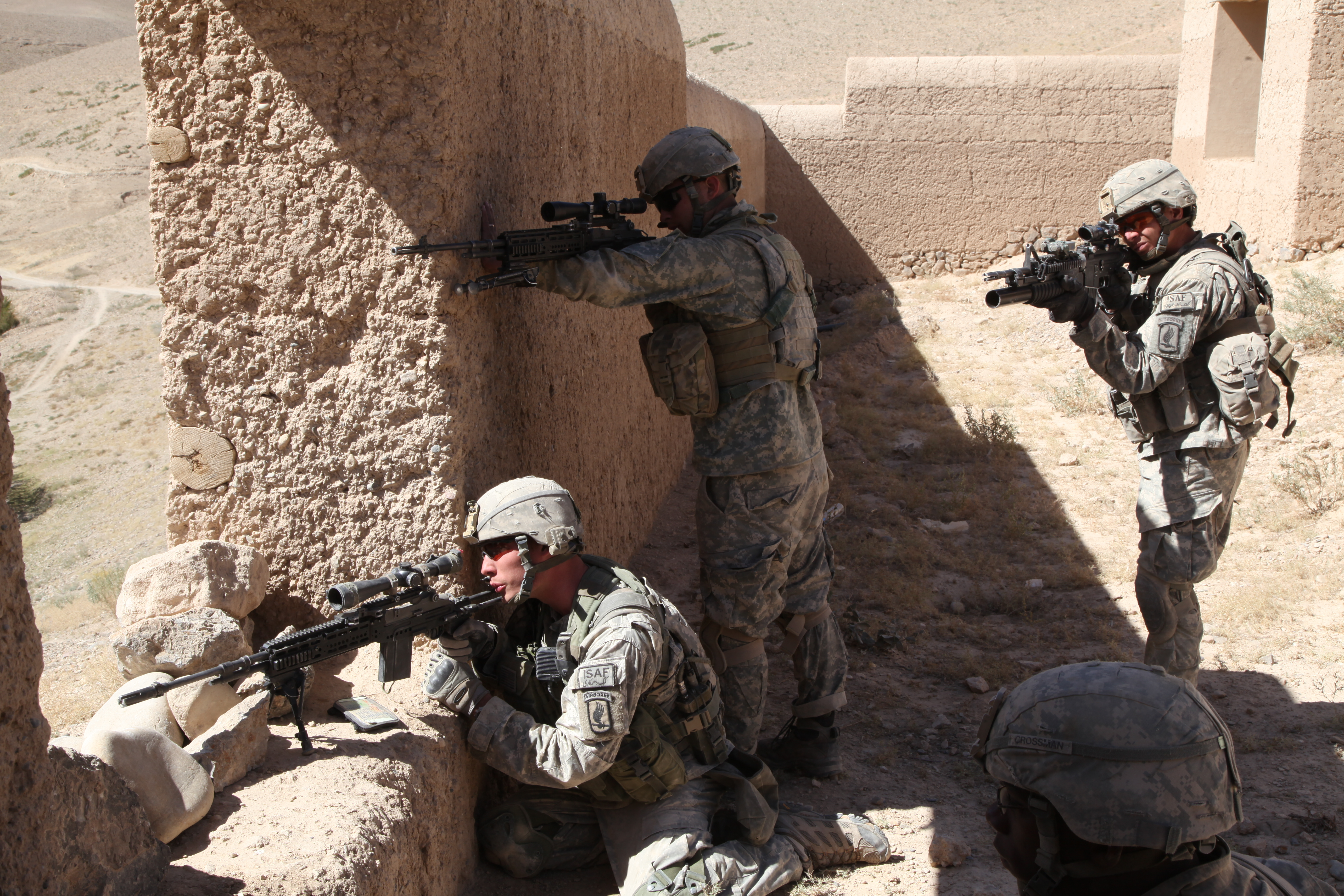
Dois soldados americanos, na esquerda, armados com o Mk-14.

O Mark 14 Enhanced Battle Rifle (EBR) é um fuzil de batalha de fogo seletivo desenvolvido e produzido nos Estados Unidos de calibre 7,62x51mm. É uma variante do M14 e foi feito genericamente para uso das tropas do Comando de Operações Especiais dos Estados Unidos, como os Navy SEALs, a Força Delta e outras unidades.

## Utilizadores
- Austrália[3]
- Estados Unidos[4]